# Kiuic

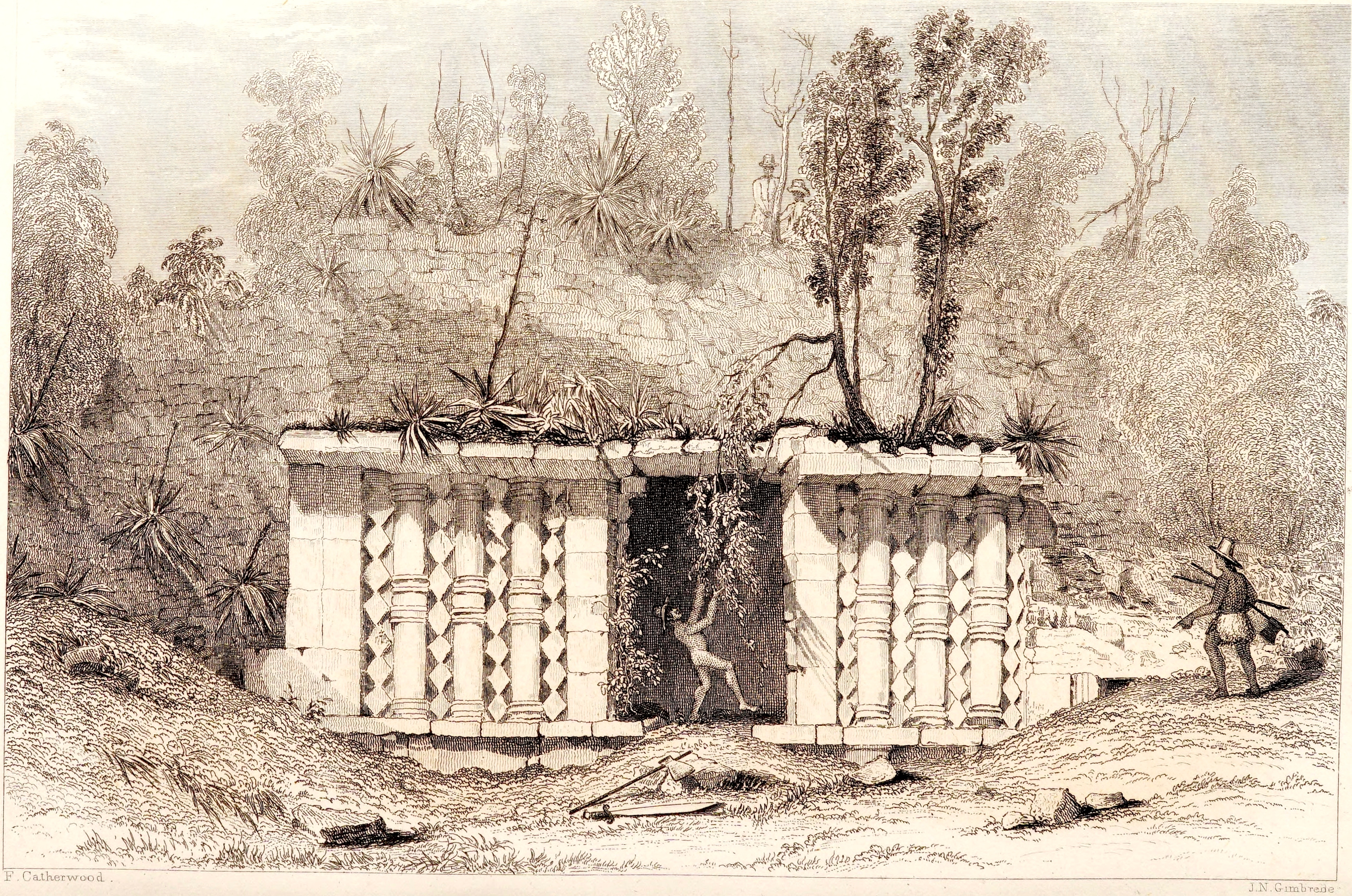
Diamand gebouw

Kiuic of Kaxil Kiuic is een archeologische Maya-site in de Mexicaanse deelstaat Yucatán.

## De site
Als onderdeel van het Kaxil Kiuic Biocultural Reserve ligt de site in de regio Puuc op het Mexicaanse schiereiland Yucatán. Dit is in de gelijknamige deelstaat en kort bij de grens met de deelstaat Campeche.
Kiuic ligt in de Puucheuvels op zo'n 125 m boven de zeespiegel in de buurt van andere Maya-sites. Ze werd voor het eerst gedocumenteerd door Frederick Catherwood en John Lloyd Stephens in 1843. De site bevindt zich nog steeds in een goed bewaarde staat. Prof. antropoloog George J. Bey III van het Amerikaanse Millsaps College is er sedert begin dit millennium de hoofdarcheoloog. Hij schat dat er zo'n 3000 tot 4000 Maya's leefden.

## De bouwwerken
De centrale Kiuic gebouwengroep werd gevonden in een dal. Op een heuvel 2 km buiten het centrum werd ook een wijk met gebouwen gevonden. Deze wijk werd 'Escalera al cielo' genoemd. Men vermoedt dat Kiuic onderdeel was van een grotere Maya agglomeratie.

### Pleinen
Bij opgravingen na 2020 werden 6 historische ontwikkelingslagen bloot gelegd. Het oudste niveau op zo'n 8m diepte werd gedateerd rond 950 v.C.. Hier vond men onder meer een rechthoekig plein met zijden van 14m met een 1m dikke fundering.
De nog volledig zichtbare recentere pleinen zijn het Dzunun Plaza, het Hakeem Plaza en het kleinere Royal Plaza. De archeologen veronderstellen dat dit laatste een privé plein voor de koninklijke familie was.

### Gebouwen
Op het Dzunun Plaza staan de overblijfselen van het koninklijk paleis en het Popol Na raadshuis met brede trappen en bovenaan een langwerpig open gebouw met 6 toegangen. Onder een lokale piramide werd een kleiner voormalig koninklijk paleis ontdekt. Een vrij unieke lokale Maya constructie is een rechthoekig gebouw met diamandmotieven.

## Vondsten
Prof. George Bey concludeerde dat de site rond 880 werd verlaten, maar met achterlating van hun maalstenen en ander keukengerei. Verder werd er ook blauwe jade van Olmeekse origine gevonden en zeeschelpen die als versiering dienden.